# Coupe du monde de ski alpin 1978-1979

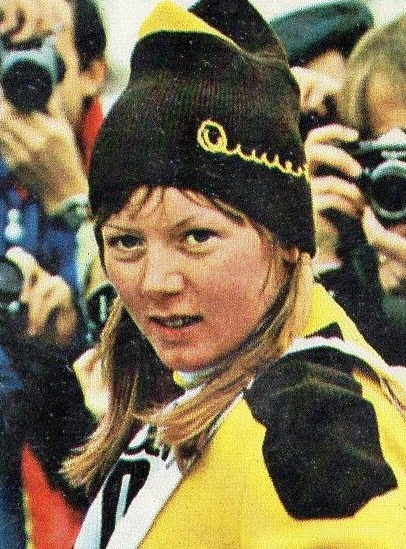
Annemarie Moser-Pröll (1972)

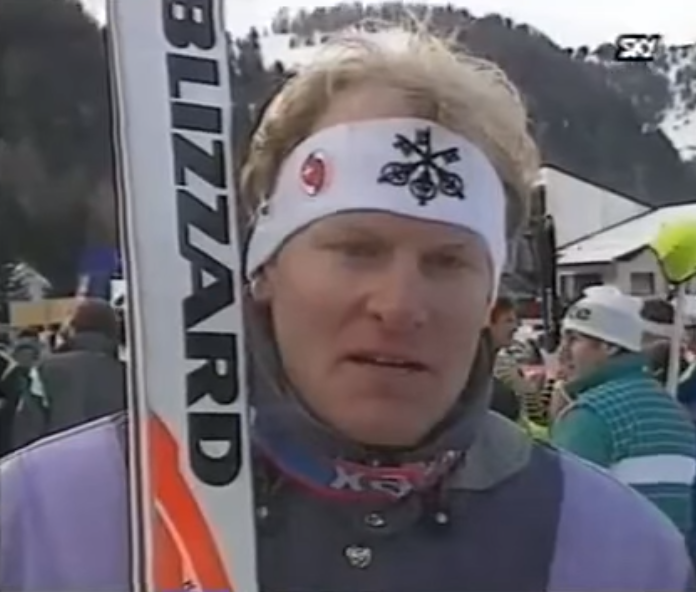
Peter Müller (1988)

La coupe du monde de ski alpin 1978-1979 commence le 9 décembre 1978 avec le géant hommes de Schladming et la descente femmes de Piancavallo et se termine le 19 mars 1979 avec les géants hommes et femmes de Furano.
Les hommes disputent 33 épreuves : 9 descentes, 10 géants, 10 slaloms et 4 combinés.
Les femmes disputent 26 épreuves : 7 descentes, 7 géants, 8 slaloms et 4 combinés.
Au cours de la saison 1978-1979, il n'y a ni Jeux olympiques ni championnats du monde.

## Tableau d'honneur
| Discipline | Hommes           | Femmes                |
| Général    | Peter Lüscher    | Annemarie Moser-Pröll |
| Descente   | Peter Müller     | Annemarie Moser-Pröll |
| Géant      | Ingemar Stenmark | Christa Kinshofer     |
| Slalom     | Ingemar Stenmark | Regina Sackl          |

Peter Lüscher met un terme aux 3 victoires consécutives d'Ingemar Stenmark et devient le premier suisse à remporter la coupe du monde de ski.
Le skieur suisse est très régulier avec 3 succès (2 combinés et 1 slalom) et 7 podiums et sa polyvalence lui permet de marquer des points en géant, slalom et combiné. Peter Lüscher fait un pas décisif vers le globe de cristal à Garmisch grâce à des succès en slalom et en combiné.
Ingemar Stenmark est invaincu en géant (10 victoires !) et gagne également 3 slaloms. Malgré 13 succès (record sur une saison), le skieur suédois ne termine que cinquième du classement général avec 150 points et paye cher la règle des 3 meilleurs résultats et le fait de ne pas disputer de descente.
Les observateurs sont partagés entre la victoire de la polyvalence de Peter Lüscher (alors que la période est à la spécialisation) et l'incroyable mais vaine domination d'Ingemar Stenmark dans les épreuves techniques.
Annemarie Moser-Pröll bat Hanni Wenzel de 3 points seulement et à l’issue de la dernière course de la saison.
Le début de saison est serré entre Marie-Theres Nadig, Annemarie Moser-Pröll et Hanni Wenzel, qui se tiennent en 9 points après l’étape des Gets (début janvier).
Annemarie Moser-Pröll remporte les descentes et combinés de Meiringen et Schruns : elle possède 64 points d’avance sur Hanni Wenzel et semble avoir pris une option sur le globe de cristal à la fin janvier.
Mais Hanni Wenzel gagne à Pfronten (slalom et combiné) et Maribor (géant) et prend la tête du classement général après la descente de Lake Placid.
Hanni Wenzel possède 20 points d’avance sur Annemarie Moser-Pröll avant l’ultime et décisive course de la saison, le géant de Furano. Annemarie Moser-Pröll se classe seconde et Hanni Wenzel termine cinquième : l’autrichienne gagne une sixième coupe du monde de ski !
L’allemande Christa Kinshofer gagne 5 géants consécutifs et la coupe du monde de géant.
Le jeune et prometteur italien Leonardo David débutant en coupe du monde remporte le 7 février 1979 sa première coupe du monde mais trois semaines plus tard lors de sa première descente à Lake Louise il est victime d'une chute qui le laissera dans le coma dont il sortira deux ans plus tard. Mais il restera tétraplégique avec de graves séquelles qui lui seront fatales au début 1985. Il était considéré comme l'un des meilleurs espoirs du ski mondial.

## Coupe du monde Hommes

### Résultats
| Date                 | Lieu                                    | Discipline  | Vainqueur            |
| 9 décembre 1978      | Schladming                              | Géant       | Ingemar Stenmark     |
| 10 décembre 1978     | Schladming                              | Descente    | Ken Read             |
| 9 & 10 décembre 1978 | Schladming                              | Combiné     | Peter Lüscher        |
| 13 décembre 1978     | Madonna di Campiglio                    | Slalom      | Martial Donnet       |
| 16 décembre 1978     | Val Gardena                             | Descente I  | Josef Walcher        |
| 17 décembre 1978     | Val Gardena                             | Descente II | Erik Håker           |
| 21 décembre 1978     | Kranjska Gora                           | Slalom      | Ingemar Stenmark     |
| 22 décembre 1978     | Kranjska Gora                           | Géant       | Ingemar Stenmark     |
| 6 janvier 1979       | Morzine                                 | Descente    | Steve Podborski      |
| 7 janvier 1979       | Courchevel                              | Géant       | Ingemar Stenmark     |
| 9 janvier 1979       | Crans-Montana                           | Slalom I    | Christian Neureuther |
| 14 janvier 1979      | Crans-Montana                           | Descente    | Toni Bürgler         |
| 9 & 14 janvier 1979  | Crans-Montana                           | Combiné     | Phil Mahre           |
| 15 janvier 1979      | Crans-Montana                           | Slalom II   | Paul Frommelt        |
| 16 janvier 1979      | Adelboden                               | Géant       | Ingemar Stenmark     |
| 20 janvier 1979      | Kitzbühel                               | Descente    | Sepp Ferstl          |
| 21 janvier 1979      | Kitzbühel                               | Slalom      | Christian Neureuther |
| 20 & 21 janvier 1977 | Kitzbühel                               | Combiné     | Anton Steiner        |
| 23 janvier 1979      | Steinach am Brenner                     | Géant       | Ingemar Stenmark     |
| 27 janvier 1979      | Garmisch-Partenkirchen Arlberg-Kandahar | Descente    | Peter Wirnsberger    |
| 28 janvier 1979      | Garmisch-Partenkirchen Arlberg-Kandahar | Slalom      | Peter Lüscher        |
| 27 & 28 janvier 1979 | Garmisch-Partenkirchen Arlberg-Kandahar | Combiné     | Peter Lüscher        |
| 1er février 1979     | Villars-sur-Ollon                       | Descente    | Peter Müller         |
| 4 février 1979       | Jasná                                   | Géant       | Ingemar Stenmark     |
| 5 février 1979       | Jasná                                   | Slalom      | Phil Mahre           |
| 7 février 1979       | Oslo                                    | Slalom      | Leonardo David       |
| 10 février 1979      | Aare                                    | Géant       | Ingemar Stenmark     |
| 11 février 1979      | Aare                                    | Slalom      | Ingemar Stenmark     |
| 3 mars 1979          | Lake Placid                             | Descente    | Peter Wirnsberger    |
| 4 mars 1979          | Lake Placid                             | Géant       | Ingemar Stenmark     |
| 12 mars 1979         | Heavenly Valley                         | Géant       | Ingemar Stenmark     |
| 17 mars 1979         | Furano                                  | Slalom      | Ingemar Stenmark     |
| 19 mars 1979         | Furano                                  | Géant       | Ingemar Stenmark     |

### Classements

#### Classement général
| Rang | Nom              | Points |
| 1    | Peter Lüscher    | 186    |
| 2    | Leonhard Stock   | 163    |
| 3    | Phil Mahre       | 155    |
| 4    | Piero Gros       | 152    |
| 5    | Ingemar Stenmark | 150    |
| 6    | Andreas Wenzel   | 148    |
| 7    | Anton Steiner    | 107    |
| 8    | Bojan Križaj     | 106    |
| 9    | Gustav Thöni     | 92     |
| 10   | Steve Mahre      | 86     |

#### Descente
| Rang | Nom                    | Points |
| 1    | Peter Müller           | 109    |
| 2    | Peter Wirnsberger      | 89     |
| 3    | Toni Bürgler           | 80     |
| 4    | Ulrich Spiess Ken Read | 75     |

#### Géant
| Rang | Nom              | Points |
| 1    | Ingemar Stenmark | 125    |
| 2    | Peter Lüscher    | 104    |
| 3    | Bojan Križaj     | 96     |
| 4    | Heini Hemmi      | 86     |
| 5    | Jacques Lüthy    | 75     |

#### Slalom
| Rang | Nom                  | Points |
| 1    | Ingemar Stenmark     | 119    |
| 2    | Phil Mahre           | 107    |
| 3    | Christian Neureuther | 97     |
| 4    | Petar Popangelov     | 96     |
| 5    | Paul Frommelt        | 92     |

## Coupe du monde Femmes

### Résultats
| Date                  | Lieu            | Discipline | Vainqueur             |
| 9 décembre 1978       | Piancavallo     | Descente   | Annemarie Moser-Pröll |
| 10 décembre 1978      | Piancavallo     | Slalom     | Abbi Fisher           |
| 12 décembre 1978      | Piancavallo     | Géant      | Hanni Wenzel          |
| 17 décembre 1978      | Val-d'Isère     | Descente   | Annemarie Moser-Pröll |
| 18 décembre 1978      | Val-d'Isère     | Géant      | Christa Kinshofer     |
| 17 & 18 décembre 1978 | Val-d'Isère     | Combiné    | Marie-Theres Nadig    |
| 7 janvier 1979        | Les Gets        | Géant      | Christa Kinshofer     |
| 8 janvier 1979        | Les Gets        | Slalom     | Regina Sackl          |
| 12 janvier 1979       | Les Diablerets  | Descente   | Annemarie Moser-Pröll |
| 17 janvier 1979       | Meiringen       | Descente   | Annemarie Moser-Pröll |
| 19 janvier 1979       | Meiringen       | Slalom     | Regina Sackl          |
| 17 & 19 janvier 1979  | Meiringen       | Combiné    | Annemarie Moser-Pröll |
| 23 janvier 1979       | Schruns         | Slalom     | Lea Sölkner           |
| 26 janvier 1979       | Schruns         | Descente   | Annemarie Moser-Pröll |
| 23 & 26 janvier 1979  | Schruns         | Combiné    | Annemarie Moser-Pröll |
| 28 janvier 1979       | Mellau          | Slalom     | Maria Rosa Quario     |
| 3 février 1979        | Pfronten        | Slalom     | Hanni Wenzel          |
| 4 février 1979        | Pfronten        | Descente   | Cindy Nelson          |
| 3 & 4 février 1979    | Pfronten        | Combiné    | Hanni Wenzel          |
| 6 février 1979        | Berchtesgaden   | Géant      | Christa Kinshofer     |
| 8 février 1979        | Maribor         | Slalom     | Hanni Wenzel          |
| 2 mars 1979           | Lake Placid     | Descente   | Annemarie Moser-Pröll |
| 8 mars 1979           | Aspen           | Géant      | Christa Kinshofer     |
| 11 mars 1979          | Heavenly Valley | Géant      | Christa Kinshofer     |
| 18 mars 1979          | Furano          | Slalom     | Perrine Pelen         |
| 19 mars 1979          | Furano          | Géant      | Marie-Theres Nadig    |

### Classements

#### Classement général
| Rang | Nom                   | Points |
| 1    | Annemarie Moser-Pröll | 243    |
| 2    | Hanni Wenzel          | 240    |
| 3    | Irene Epple           | 189    |
| 4    | Cindy Nelson          | 168    |
| 5    | Marie-Theres Nadig    | 156    |
| 6    | Fabienne Serrat       | 151    |
| 7    | Regina Sackl          | 112    |
| 8    | Christa Kinshofer     | 110    |
| 9    | Perrine Pelen         | 100    |
| 10   | Claudia Giordani      | 98     |

#### Descente
| Rang | Nom                   | Points |
| 1    | Annemarie Moser-Pröll | 125    |
| 2    | Bernadette Zurbriggen | 90     |
| 3    | Marie-Theres Nadig    | 89     |
| 4    | Cindy Nelson          | 82     |
| 5    | Irene Epple           | 81     |

#### Géant
| Rang | Nom                | Points |
| 1    | Christa Kinshofer  | 125    |
| 2    | Hanni Wenzel       | 112    |
| 3    | Irene Epple        | 105    |
| 4    | Marie-Theres Nadig | 94     |
| 5    | Fabienne Serrat    | 65     |

#### Slalom
| Rang | Nom                           | Points |
| 1    | Regina Sackl                  | 105    |
| 2    | Annemarie Moser-Pröll         | 87     |
| 3    | Lea Sölkner                   | 84     |
| 4    | Perrine Pelen                 | 82     |
| 5    | Hanni Wenzel Claudia Giordani | 81     |